# Акинмбони, Матаи
Матаи Акинмбони (англ. Matai Akinmboni; родился 17 октября 2006, Аннаполис, Мэриленд) — американский футболист, центральный защитник английского клуба  «Борнмут».

## Клубная карьера
Воспитанник футбольной академии клуба «Ди Си Юнайтед». 27 марта 2022 года дебютировал «Лаудон Юнайтед» (резервную команду «Ди Си Юнайтед») в матче Чемпионшипа ЮСЛ против «Майами». В 2021 году проходил двухнедельный просмотр в мюнхенской «Баварии», однако контракт ему немцы не предложили, и он вернулся в США.
31 августа 2022 года Акинмбони подписал контракт с «Ди Си Юнайтед» в качестве «доморощенного» игрока. 10 сентября 2022 года дебютировал за «Ди Юнайтед», выйдя в стартовом составе на матч MLS против «Реал Солт-Лейк».

## Карьера в сборной
Матаи родился в США, но может также выступать за сборные Нигерии и Ганы, откуда родом его родители. В августе 2022 года получил вызов в сборную США до 17 лет.

## Личная жизнь
Акинмбони — племянник экс-игрока сборной Ганы Самуэля Куффура.